# Synovialled
Synovialled är en led som tillåter stor rörelse mellan ben och kallas äkta led. Huvudtyper av synovialleder är kulled, gångjärnsled och vridled. Några exempel på synovialleder är armbågsled, höftled och knäled.